# مانکا گاندی
مانکا گاندی (انگلیسی: Maneka Gandhi؛ زادهٔ ۲۶ اوت ۱۹۵۶) سیاستمدار و مدافع حقوق جانوران اهل هند است.